# Eugen Sellin
Eugen Sellin (* 4. Februar 1865 in Danzig; † 4. Februar 1920) war ein deutscher Politiker (SPD).
Sellin besuchte die Volksschule und arbeitete danach als Zimmerer und Polier, zuletzt als Geschäftsleiter eines großen Baubetriebs. Ab 1910 bis 1913 war er Zigarrenhändler in Danzig und Januar 1914 bis zu seinem Tode angestellter Rendant der OKK Danziger Niederung.
1890 war er Mitbegründer und langjähriger SPD-Vorsitzender in Danzig. Ab 1890 war er SPD-Vertrauensmann für Westpreußen. Er war Mitbegründer und langjähriger Vorsitzender der Filiale des Zimmererverbands bzw. des Zimmerer-Fachvereins in Danzig sowie 1894 bis 1896 Vorsitzender des Gewerkschaftskartells Danzig. Ab dem Jahr 1894 war er Vorsitzender der gewerkschaftlichen Agitationskommission für Westpreußen. Seit 1901 war er Arbeitnehmervertreter im Reichsversicherungsamt. Bei der Reichstagswahl 1912 kandidierte er im Reichstagswahlkreis Regierungsbezirk Danzig 4 und erhielt dort 316 Stimmen, was 1,2 % entsprach. Nach der Novemberrevolution 1918 wurde er 1919 in die Verfassunggebende preußische Landesversammlung gewählt. Er war evangelischer Konfession und trat später aus der Kirche aus.